# Механик (фильм, 2005)
«Механик» (англ. The Mechanik) — американский художественный фильм 2005 года, боевик. Режиссёр и исполнитель главной роли — Дольф Лундгрен. В США фильм вышел под названием «Русский специалист» (англ. The Russian Specialist).

## Сюжет
7 лет назад десантник — «афганец» Николай Черенко, ставший простым механиком, жестоко отомстил банде наркодилера Саши, который убил его семью. Но Коля не знал, что, всадив в лицо гангстера пулю, он не оборвал его поганую жизнь.
Перебравшись в Лос-Анджелес, Коля получает неожиданное предложение спасти красавицу Юлию Абрамову, попавшую в России в лапы бандитов. Узнав, что девушку похитил мафиозо, убивший когда-то его семью, Николай понимает, что у него нет выбора.
Для воина-одиночки миссия спасения на далёкой родине станет персональной вендеттой, последним шансом покончить с заклятым врагом, который лишил его самого дорогого на свете…

## Актёры
- Дольф Лундгрен — Николай «Ник» Черенко
- Бен Кросс — Вильям Буртон
- Иван Петрушинов — Саша Попов
- Оливия Ли — Юлия Абрамова
- Райчо Василев — Ахмед
- Асен Блатечки — Юрий